# 玉米蛇
粟米蛇（學名：Pantherophis guttatus），又稱作紅鼠蛇以及玉米錦蛇，是一種原產於北美洲的食鼠蛇，由於它腹部的斑點狀花紋看起來像玉米而得名「玉米蛇」。它們經常在玉米糧倉出沒，都是被人得名「玉米蛇」的原因。玉米蛇是遊蛇科最為常見的寵物蛇，算是非常溫馴的蛇種。

## 解剖學描述
成年玉米蛇長度約為1.2至1.8米，原生種為橘黃色，具有帶黑邊的橘紅色豹斑蛇屬特有花紋。
玉米蛇會以基因&XY染色體最為個體的顏色分類，大部分的玉米蛇所屬顏色是橘、紅、黃。
很多人會將它和同屬而常見的豹斑蛇混淆，玉米蛇和豹斑蛇最大的外觀區別是腹部具有彩色斑點，頭部有花紋。
玉米蛇野生環境下可存活6至8年，但人工飼育環境下最長可至23年。
蜕皮时间不定，跟生长速度有关。

## 行為學描述

### 捕食
於豹斑蛇屬其他物種一樣，玉米蛇主要以齧齒類、鳥類為食。玉米蛇將獵物纏住絞殺死後吞咽。

## 人工飼育
玉米蛇最佳飼養溫濕度為28℃至30℃，50%至70%。投喂小白鼠、鸟类等。
常見的疾病是腸炎和肺炎，應注意換季保暖與飲食衛生。